# Гридіно (Карелія)
Гридіно (рос. Гридино, карел. Gridino) — старовинне поморське село в складі Куземського сільського поселення Кемського району Республіки Карелія.
Село розташоване у гирлі річки Гридіна на березі Гридінської губи Білого моря.
У селі розташована церква Миколи Чудотворця, збудована у XIX столітті.

## Населення
| 2009 | 2010 | 2013 |
| ---- | ---- | ---- |
| 103  | ↘73  | ↘72  |

## Галерея

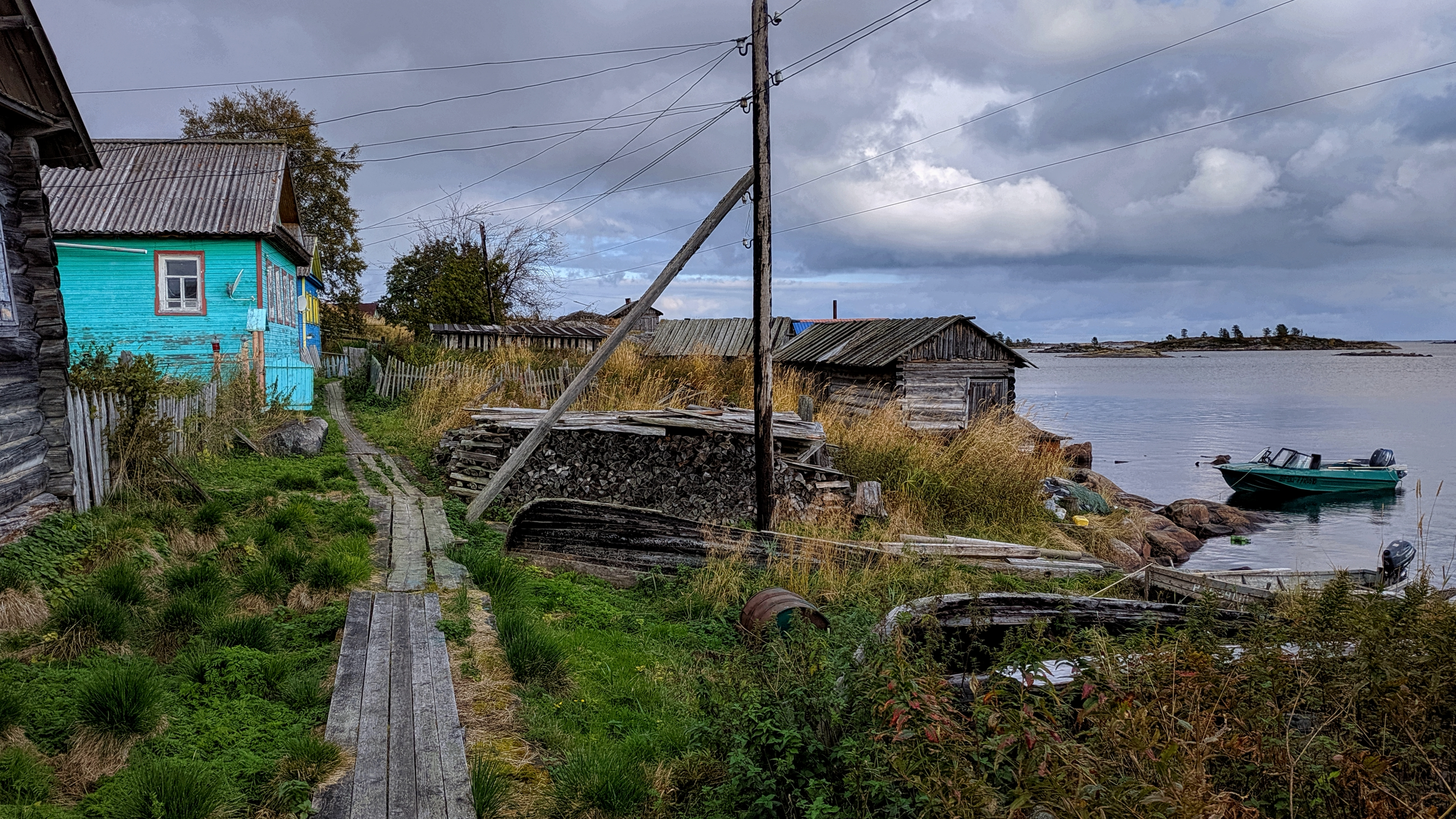
Будівлі біля моря
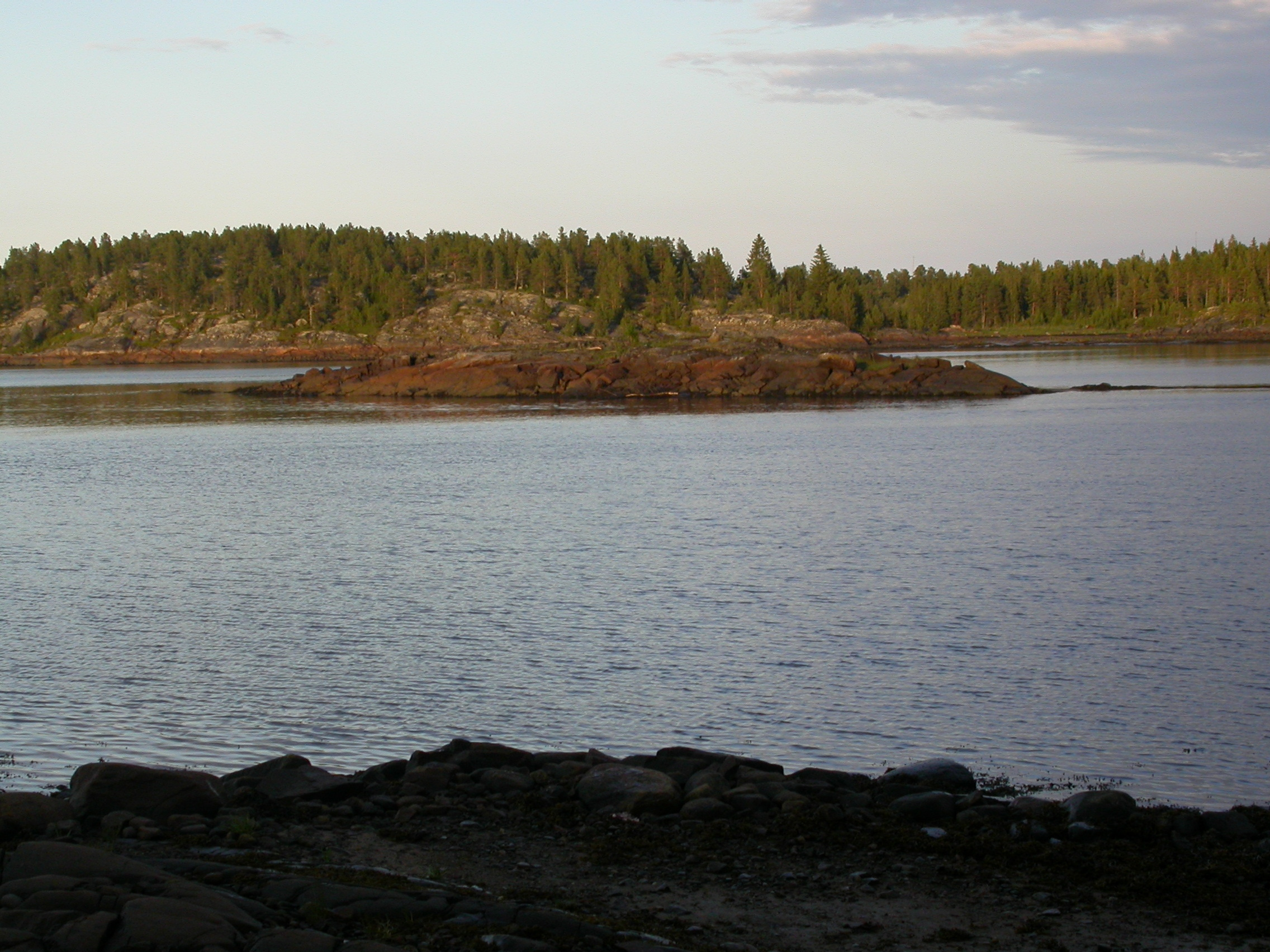
Околиці села